# Bruktawit Tigabu
Bruktawit Tigabu, née en 1981 à Addis-Abeba, est une productrice de télévision éthiopienne, remarquée par ses programmes éducatifs, inventifs et plusieurs fois primés, sur des thèmes tels que l’hygiène, l’adolescence, les sciences, ou encore la place des femmes dans la société éthiopienne.

## Biographie
Elle est née et a vécu une partie de son enfance dans les bidonvilles de la capitale éthiopienne, Addis-Abeba . À 13 ans, sa famille s’installe dans une maison, dans un autre quartier de la capitale, Gerji, à côté de l’aéroport international. Son père, analphabète, réussit à créer une entreprise de construction en ayant commencé son parcours comme conducteur de bulldozer. Sa mère ne travaille pas bien qu’ayant pu mener des études secondaires, elle s’occupe par contre de sa fille et l’encourage dans ses études.
Après avoir obtenu des diplômes en biologie, et en éducation physique, à l’université d'Addis-Abeba,  Bruktawit Tigabu choisit de devenir institutrice au début des années 2000, en école privée, par intérêt pour l’enseignement. Elle tombe amoureuse et épouse un volontaire américain, Shane Etzenhouser, venu dans cet établissement enseigner l’anglais. Bruktawit Tigabu et Shane Etzenhouser choisissent de rester en Afrique de l’Est, bien qu’ayant des opportunités d’enseigner en Europe ou aux États-Unis, mais quittent, en 2005, le métier d’enseignant pour tenter de créer des séries télévisuelles destinées aux enfants, sur des thèmes qui leur tiennent à cœur,. 
La première série imaginée, Tsehai Loves Learning (Tsehai adore apprendre),  se veut ludique, avec des marionnettes, s’inspirant partiellement de la série Sesame Street, et choisissant d’amuser  pour éduquer : Tsehai (qui veut dire «ensoleillée» en amharique) est une girafe, symbolisée par une marionnette, qui pose des questions à sa famille et ses amis, et donne des conseils, notamment sur des questions d’hygiène et de santé. Les premières émissions sont créées à leur domicile par Bruktawit Tigabu et Shane Etzenhouser.  L’usage de la langue amharique (avec des sous-titres en anglais) est importante, pour faciliter la compréhension la plus large et donner aux enfants un message de reconnaissance de leur culture. Des traductions sont également faites dans d’autres langues parlées sur le territoire.  La série reste à l’écran neuf années durant. Chaque émission est suivie par des millions d'enfants. Dans les zones rurales, où tous les foyers ne disposent pas de la télévision, des cliniques de santé, des centres d'éducation puis des écoles relaient la diffusion. Le principe en est décliné également à la radio, avec une vingtaine de millions d’auditeurs en quatre ans, et dans des ouvrages,,. Dans le prolongement des premières émissions, une maison de production est créée, Whiz Kids Workshop.
Bruktawit Tigabu et ses créations se sont vus décernés  plusieurs récompenses internationales, notamment le Japan Prize (prix international pour les créations éducatives) en 2008. Elle a été également retenue pour le prix Rolex Young Lauréat en 2010,.
Bruktawit Tigabu produit ensuite d'autres séries, notamment Involve Me donnant la parole à des adolescents, comme l'épisode consacré à un garçon de 14 ans fuyant son mariage,. Une autre série s'appelle Te Tibed Girls (Filles de la sagesse), trois filles aux super-pouvoirs qui secouent les mentalités et bousculent les tabous.